# Zatoka Świętej Heleny
Zatoka Świętej Heleny (ang. St Helena Bay, afr. St. Helenabaai) – zatoka Oceanu Atlantyckiego, u zachodniego wybrzeża Południowej Afryki, w Prowincji Przylądkowej Zachodniej. Rozciąga się od przylądka Cape Deseada na północnym wschodzie po Cape St Martin na południowym zachodzie, oddalonych od siebie o ponad 50 km.
Nad zatoką położone są miasta St Helena Bay (St. Helenabaai) i Velddrif. Za sprawą Prądu Benguelskiego zatoka obfituje w ryby i skorupiaki. Istotnym elementem lokalnej gospodarki są połów atuna i langusty oraz przetwórstwo rybne.
Nazwę zatoce nadał Vasco da Gama, który dotarł tu w 1497 roku.